# 馬德里查馬丁車站
馬德里查馬丁車站（西班牙語：Estación de Madrid-Chamartín）為西班牙首都馬德里第二重要的火車站。（第一為馬德里阿托查車站。） 其為於城市北邊，乃是配合1982年世界盃而興建。當時此站比阿托查車站更優越，因查馬丁車站比阿托查車站更接近市區。然而當阿托查車站為迎接高鐵而改建，查馬丁車站已開始失去它的重要性，儘管2004年為建設馬德里－華拉度列高速鐵路而改變。
以此站作始發的列車主要連接馬德里及其他北部城市，如往華拉度列及塞哥維亞的高鐵，及其他通勤鐵路，另有通往里斯本的列車。
此站與阿托查車站亦有連接。此站地下為一地鐵站，方便乘客前往市中心。此站上方有一查馬丁酒店。